# Poutine râpée

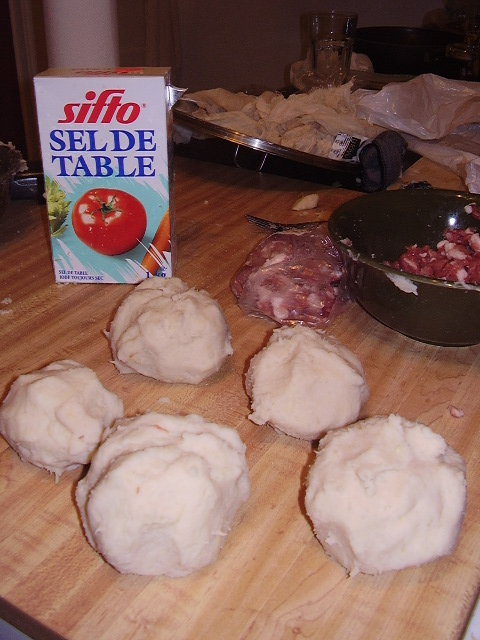
Poutines râpées listas para ser cocidas.

La poutine râpée, que no debe confundirse con la poutine de Quebec, es un plato tradicional de la gastronomía de Acadia consistente en un dumpling de patata hervida con un relleno de cerdo. Se prepara con una mezcla de patata rallada cruda y en puré.

## Características y variantes
Algunas versiones del plato piden que el dumpling sea hervido solo durante varias horas, mientras otras, especialmente las que carecen de carne, pueden añadirse al fricot de Nueva Escocia (un estofado salado).
Debido al tiempo que lleva preparar la poutine râpée, suele considerarse un plato para ocasiones especiales, especialmente popular durante las vacaciones. Es el plato navideño por excelencia en Acadia.
En Nueva Escocia se hace una poutine râpée gigante, sin relleno, que se come de postre con azúcar moreno, jarabe de arce o salsa.

## Etimología
El origen del término poutine no está claro, pero puede ser una corrupción de ‘pudin’. Râpé, -e es el término francés para ‘rallado’. Así poutine râpée podría traducirse literalmente ‘pudin rallado’.